# Successió de Fibonacci

Un enrajolat amb quadrats els costats dels quals tenen una longitud de nombres de Fibonacci successius

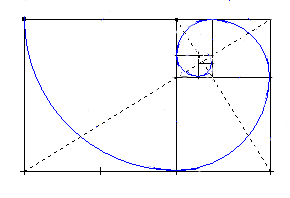
Una espiral de Fibonacci, creada dibuixant arcs que connecten les cantonades oposades de quadrats de l'enrajolament de Fibonacci, mostrat al gràfic anterior. És la denominada espiral daurada.

La successió de Fibonacci és una successió matemàtica de nombres naturals tal que cada un dels seus termes és igual a la suma dels dos anteriors. Aquesta successió fou descrita per primera vegada per Leonardo de Pisa Fibonacci i cadascun dels seus termes rep el nom de nombre de Fibonacci.
Si es pren una successió de nombres naturals de tal forma que els dos primers termes siguin 
F0 = 0
F1 = 1
i cadascun dels següents termes és la suma dels dos anteriors: 
Fn = Fn-2 + Fn-1
Aquesta successió és definida per recursivitat com:
{\displaystyle F_{n}=\left\{{\begin{matrix}0\,,\qquad \qquad \qquad \quad \,\ \ \,&&{\mbox{si }}n=0\,;\ \ \\1,\qquad \qquad \qquad \qquad \,&&{\mbox{si }}n=1;\ \ \,\\F_{n-1}+F_{n-2}&&{\mbox{altrament.}}\end{matrix}}\right.}
Els vint primers termes d'aquesta successió són:
| n  |  | 1 | 2 | 3 | 4 | 5 | 6 | 7  | 8  | 9  | 10 | 11 | 12  | 13  | 14  | 15  | 16  | 17   | 18   | 19   | 20   |
| Fn |  | 1 | 1 | 2 | 3 | 5 | 8 | 13 | 21 | 34 | 55 | 89 | 144 | 233 | 377 | 610 | 987 | 1597 | 2584 | 4181 | 6765 |

## Propietats
La successió de Fibonacci té moltes i molt variades propietats: 
- La raó (el quocient) entre un terme i l'immediatament anterior varia sempre, però tendeix cap a un nombre irracional conegut com a "raó àuria" o nombre auri, que és la solució positiva de l'equació x²-x-1=0, i es pot aproximar per 1,618033989. I, en efecte, la raó entre el 20è i el 19è terme és 1,618033963, sent la diferència de només vint-i-sis milmilionèssimes.
- A més, qualsevol nombre natural es pot escriure mitjançant la suma d'un nombre limitat de termes no consecutius de la successió de Fibonacci, cadascun d'ells diferent dels altres. Per exemple, 17=13+3+1, 65=55+8+2. Aquest teorema fou demostrat per Édouard Zeckendorf en la dècada de 1930.
- D'altra banda, només un terme de cada tres és parell, un de cada quatre és múltiple de 3, un de cada cinc és múltiple de 5, etc. Això es pot generalitzar, de forma que la successió de Fibonacci és periòdica en les congruències mòdul m, per a qualsevol m.
- Si Fp és un nombre primer, p també és primer, amb una única excepció: F4 = 3, 3 és primer, però 4 no ho és.
- La suma infinita dels termes de la successió Fn/10n és exactament 10/89.
- {\displaystyle mcd(F_{a},F_{b},F_{c},\ldots )=F_{mcd(a,b,c,\ldots )}} on {\displaystyle mcd} denota el màxim comú divisor.[2]